# Слащёво (городской округ Подольск)
Слащёво — деревня в Подольском районе Московской области России. Входит в состав сельского поселения Лаговское (до середины 2000-х — Сынковский сельский округ). Название происходит от некалендарного личного имени Слаща. В 2006 году в состав деревни вошёл посёлок МИС 2-участка.

## Население[4]
Согласно Всероссийской переписи, в 2002 году в деревне проживало 70 человек (27 мужчин и 43 женщины). По данным на 2005 год в деревне проживало 74 человека.

## Расположение
Деревня Слащёво расположена примерно в 10 км к югу от центра города Подольска. Западнее деревни проходит Симферопольское шоссе, которое примерно в 2 км к юго-западу от деревни пересекает Московское малое кольцо. Ближайшие населённые пункты — деревни Новоселки, Новогородово и село Сынково.

## Улицы

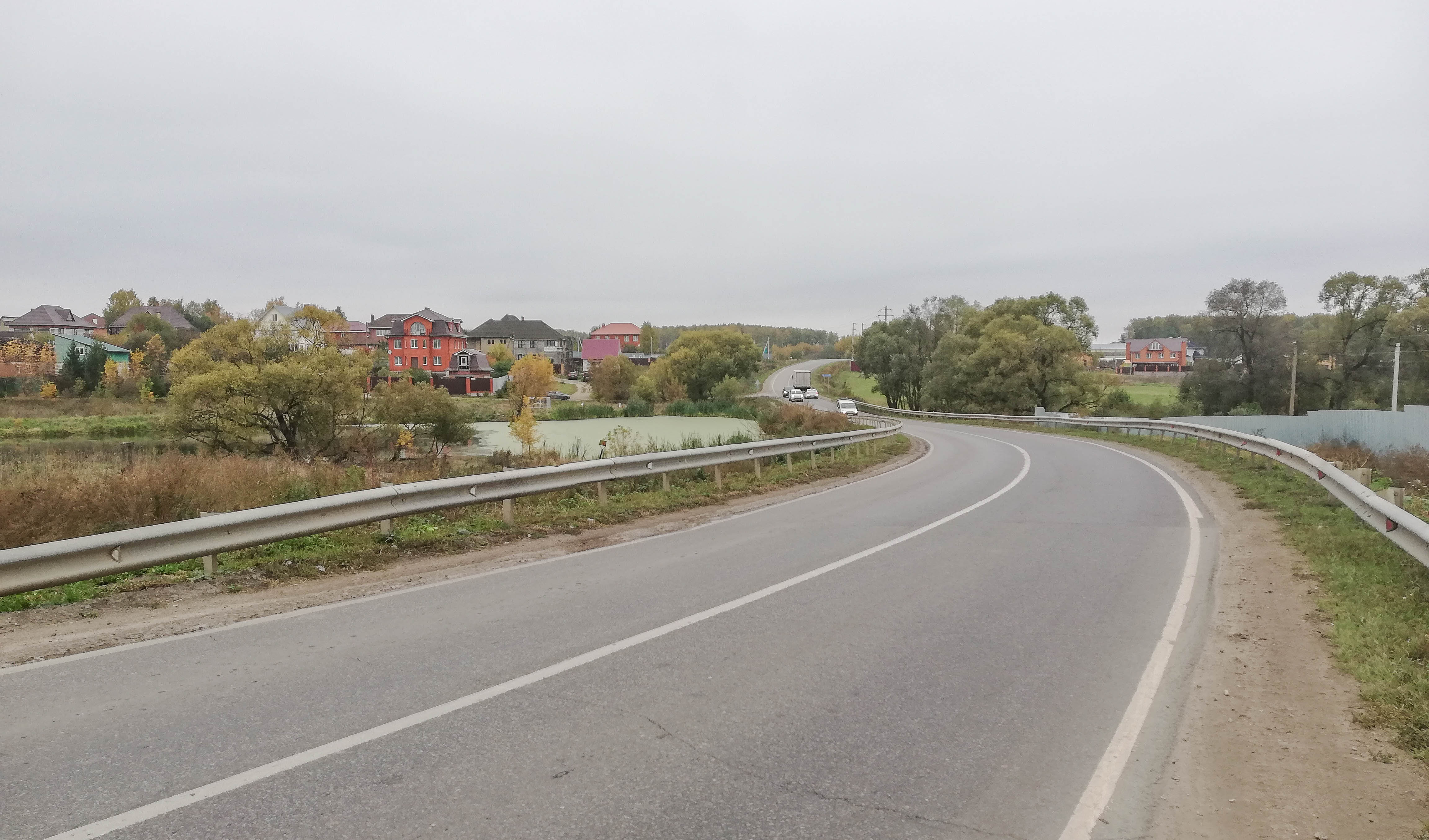
Панорама деревни Слащёво

В деревне Слащёво расположены следующие улицы:
- Луговая улица
- Парковая улица
- Парковая 1-я улица
- Парковая 2-я улица
- Парковая 3-я улица
- Южная улица